# Peugeot 405
Peugeot 405 — автомобиль французской компании Peugeot. Производство началось в 1987 году. В 1988 году 405-й был признан «Европейским автомобилем года». В настоящее время в Азербайджане Peugeot 405 продолжают выпускать под маркой Khazar. За время производства по всему миру было собрано 5 037 125 автомобилей.

## Разработка
В октябре 1982 года начались работы над перспективным автомобилем Peugeot среднего класса, проект получил обозначение «D60». В те годы концерн PSA столкнулась с ещё неопределенными перспективами на будущее. Поглощение Citroën в 1974 году, а затем Chrysler Europe в 1978 году привело к ухудшению финансового положения концерна. Оптимизация многих моделей, унаследованных от этих производителей, которые зачастую конкурировали друг с другом, всё ещё не началась. Продажи в целом снижались, хотя начавшиеся успешные продажи нового Citroën BX позволили немного увеличить доход концерна. 
В рамках проекта «D60» дизайн нового Peugeot 405 был разработан знаменитым итальянским ателье «Pininfarina». Автомобиль базировался на совместной с Citroën BX платформе. Peugeot 405 внешне был похож на Alfa Romeo 164, разработанный в том же году и также разработанный Pininfarina.  
Peugeot 405 получил поперечно расположенный двигатель и передний привод в соответствии с тенденциями рынка того времени. Успешные продажи Audi с системой полного привода «Quattro» привел к тому, что PSA тоже запланировал выпуск полноприводных версий, которые должны появиться в продаже в процессе производства. Как и все остальные модели Peugeot в этом сегменте, Peugeot 405 стал исключительно классическим четырёхдверным седаном. Спинка задних сидений не складная, однако в области подлокотника был предусмотрен небольшой люк для перевозки длинных предметов.

## Peugeot 405 в Европе

### Начало продаж в Европе
В 1987 году на Парижском автосалоне компания Peugeot показала публике новую модель под индексом 405. В 1988 году появился Peugeot 405 Break — вариант с кузовом универсал. В мае 1991 года была собрана специальная серия универсалов Peugeot 405 Roland Garros тиражом 400 экземпляров. 
Изначально производство было запущено во Франции, однако вскоре сборка Peugeot 405 с правым рулём была начата в Великобритании. 
Peugeot 405 первых выпусков комплектовались тремя бензиновыми двигателями в трёх основных комплектациях: 1,6 л. был доступен в трёх комплектациях GL, GR, SR; 1,9 л. в комплектации GR и SR, а также инжекторный 1.9 л. в комплектациях GRi и SRi. 
Все модели оснащались 5-ступенчатой механической коробкой передач, пока в марте 1988 года на 1,6 GR не была предложена 4-ступенчатая автоматическая коробка передач ZF. Также добавились два дизельных двигателя: атмосферный дизель 1,9 л. в комплектациях GLD и GRD и турбодизель 1,8 л. на GRDT и SRDT.
С сентября 1987 года по август 1992 года выпускалась спортивная версия под названием Peugeot 405 Mi16. Эта версия оснащалась 2,0-литровым бензиновым атмосферным двигателем (158 л.с.), с которым Mi16 разгоняется от 0 до 100 км/ч за 8 секунд. Также была предусмотрена более жёсткая подвеска, а передние кресла имели усиленную боковую поддержку.
В 1989 году в продаже появляются первые Peugeot 405 с полным приводом. 

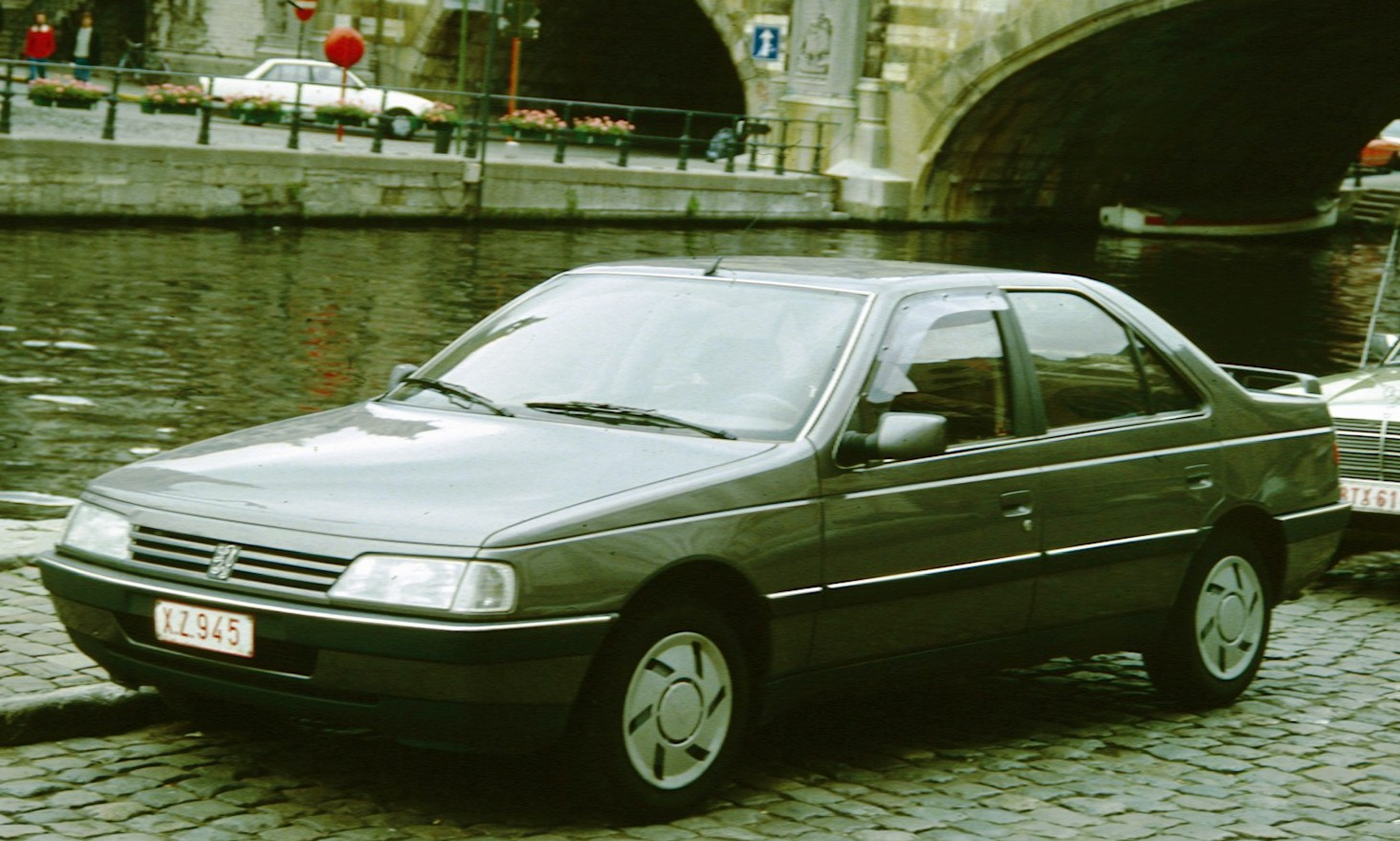
Peugeot 405 (седан, 1987—1992)
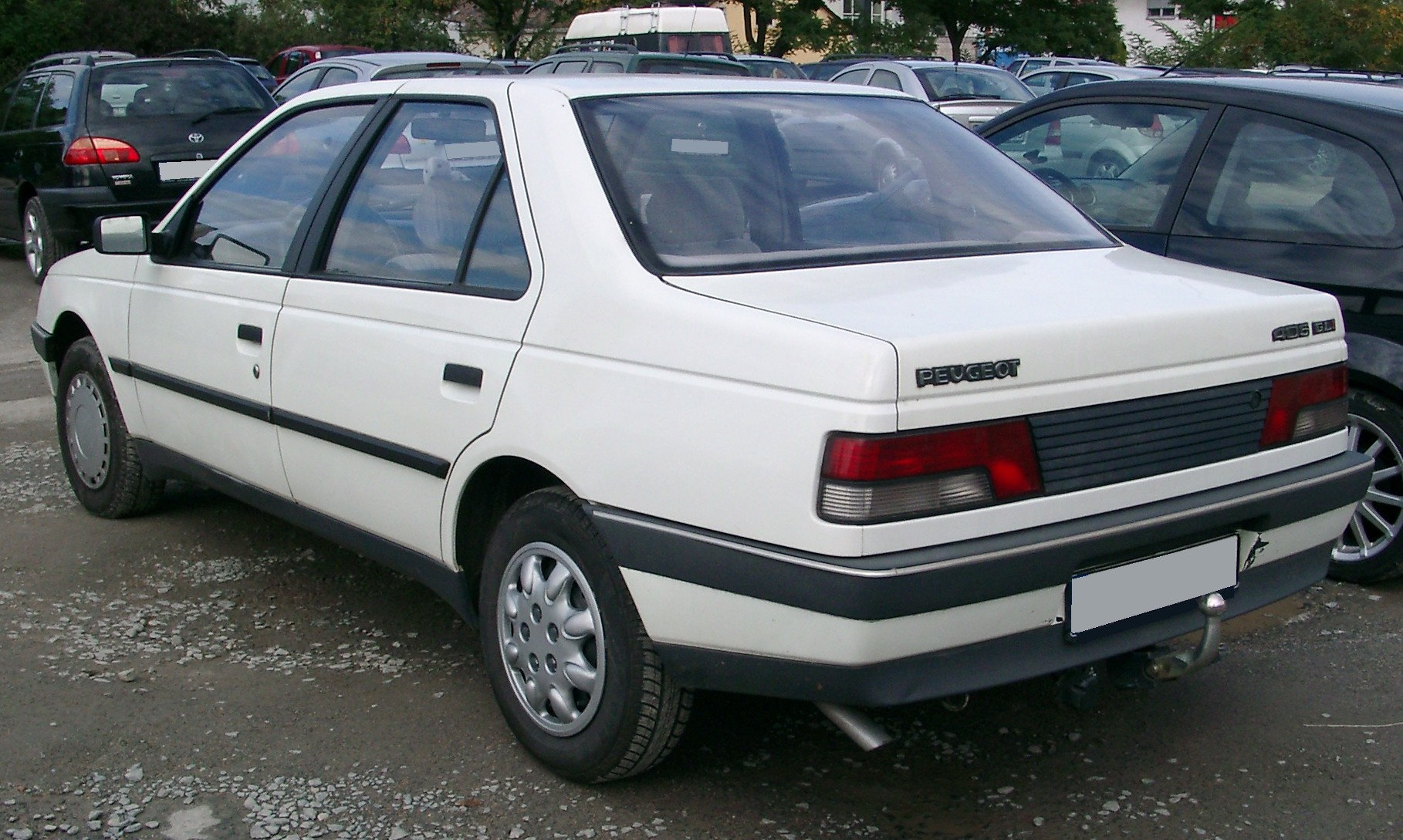
Седан. Вид сзади
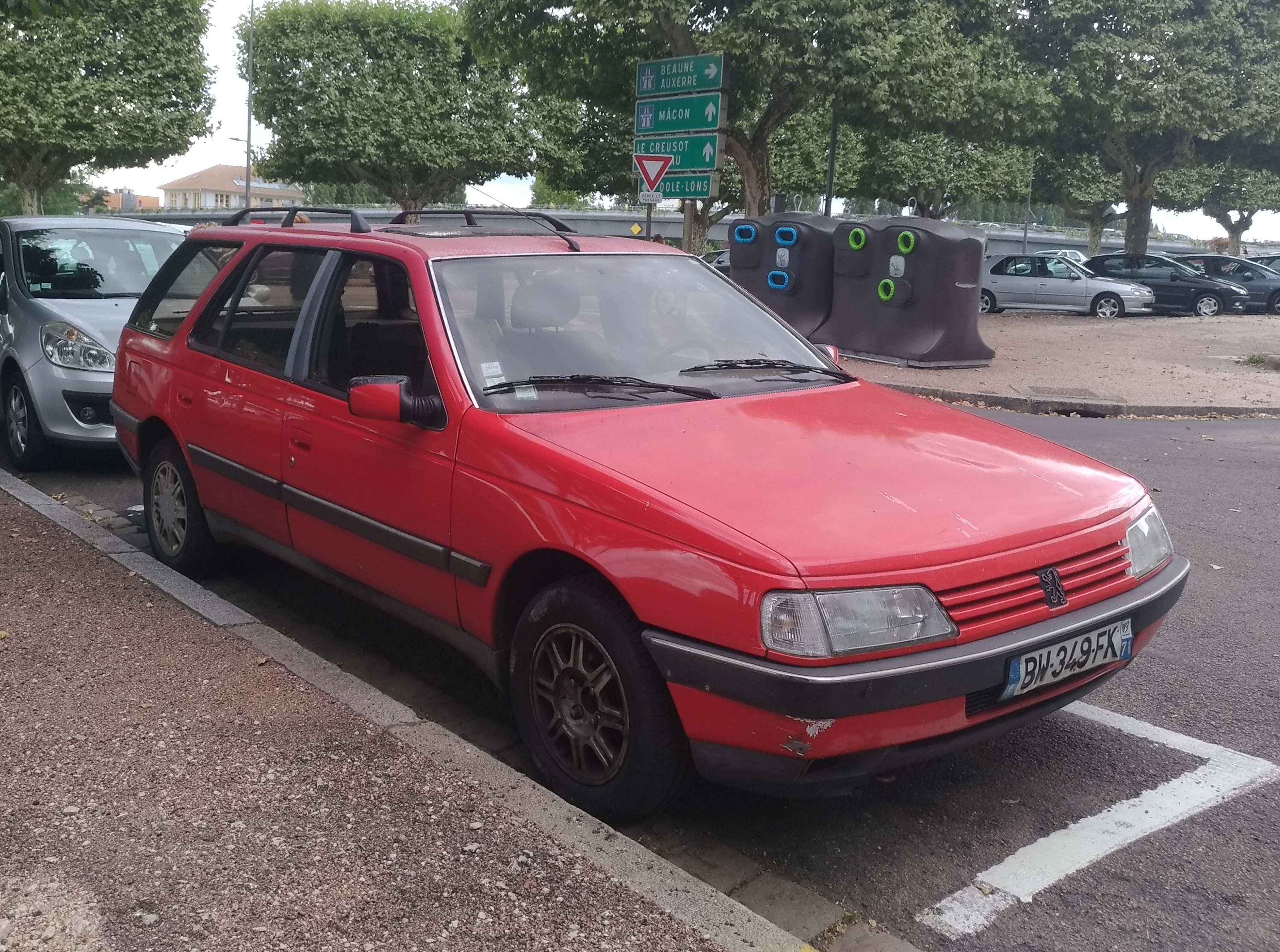
Peugeot 405 Break (1987—1992)
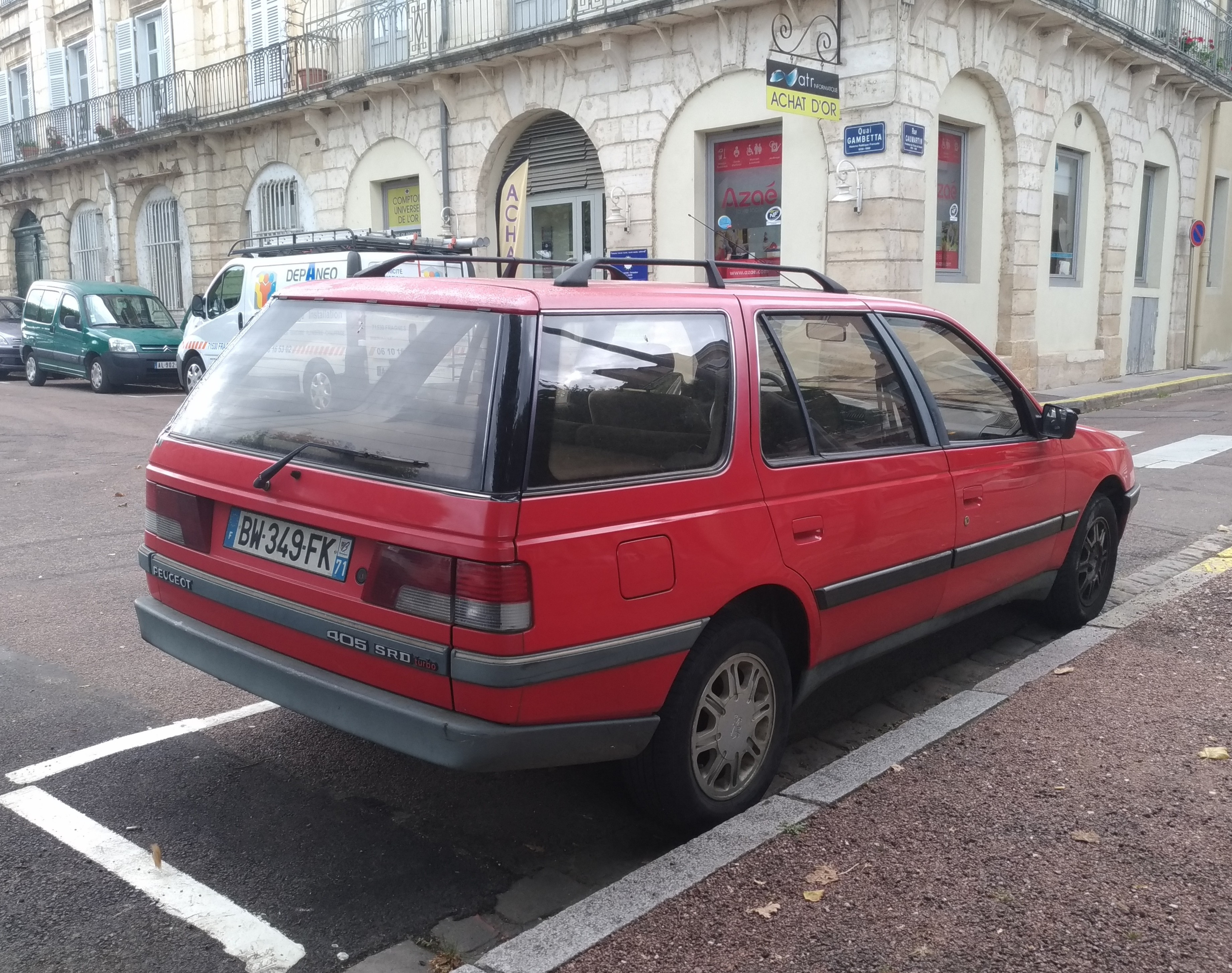
Универсал. Вид сзади

### Рестайлинг 1992 года
В июле 1992 году Peugeot 405 подвергается модернизации. В салоне появились новое рулевое колесо, панель приборов и отделочные материалы. Внешне рестайлинговые Peugeot 405 отличались видоизмененными задними фонарям и новой заниженной крышкой багажника, благодаря которой стало удобнее ставить объёмные вещи. На дверях появились широкие молдинги и новые боковые зеркала.
Большой модернизации подверглась моторная гамма. Из-за введения экологического стандарта Евро-1 потребовалась обязательная установка каталитических нейтрализаторов, поэтому стали доступны лишь бензиновые инжекторные двигатели объёмам 1,4 л., 1,6 л., 1.8 л. (карбюраторные версии сняли с производства). Появился новый турбодизельный двигатель 1,9 л.
Продажи в европейских странах оказались на довольно высоком уровне: к этом времени уже было выпущено 1 500 000 единиц Peugeot 405.
В 1994 году седан стал доступен с бензиновыми двигателями 1,6 л., 1.8 л., 2,0 л. и дизель 1,9 л. (за доплату турбированный). Универсал был доступен лишь с бензиновыми двигателями 1.8 л. и 2,0 л., дизельный двигатель не предусматривался.
Осенью 1995 года на смену Peugeot 405 был представлен Peugeot 406, поэтому объёмы производства 405 начали постепенно снижаться, а продажи падать. В апреле 1996 года во Франции производство Peugeot 405 в кузове седан было прекращено, в ноябре того же года прекратился выпуск универсала. Официальные продажи прекратились, хотя в Великобритании для внутреннего рынка Peugeot 405 собирался до 1997 года.

## Peugeot 405 Turbo 16
Полноприводный спортпрототип, подготовленный к участию в соревнованиях по ралли-рейдам, одна из версий также принимала участие в гонке по подъёму на гору Пайкс-Пик. 405 Turbo 16 являлась развитием модели Peugeot 205 Turbo 16. В основе шасси — пространственная рама из стальных труб, с навешенными на неё карбоно-кевларовыми кузовными панелями. Расположенный перед задней осью турбомотор при рабочем объёме 1,9 литра выдавал около 400 л. с. в раллийной версии, и около 650 л .с. в версии для подъёма на холм. У машины было полноприводное и полноуправляемое шасси.
Экипаж финна Ари Ватанена уверенно лидировал в дебютном для Peugeot 405 Turbo 16 ралли Париж—Дакар 1988 года, но во время одной из ночёвок в Африке машину угнали и требовали за неё выкуп, после её вернули, однако с гонки экипажу пришлось сняться. После этого Ватанен смог выиграть два следующих «Дакара» — 1989 и 1990 годов. 
Также Ари Ватанен стал победителем престижной американской гонки по подъёму на холм Pikes Peak International Hill Climb в 1988 году. За рулём специальной версии модели Peugeot 405 Turbo 16 он смог установить новый рекорд прохождения трассы — 10 минут 47,22 секунды. При этом, во время его заезда производились съёмки пятиминутного короткометражного фильма Climb Dance (1990), получившего вскоре после выхода четыре престижные международные кинонаграды, и высокие оценки среди телезрителей. Стивен Добби, журналист Top Gear, в 2019 году прокомментировал Climb Dance такими словами:

«...возможно это самая завораживающая пятиминутная съемка автомобиля в истории».

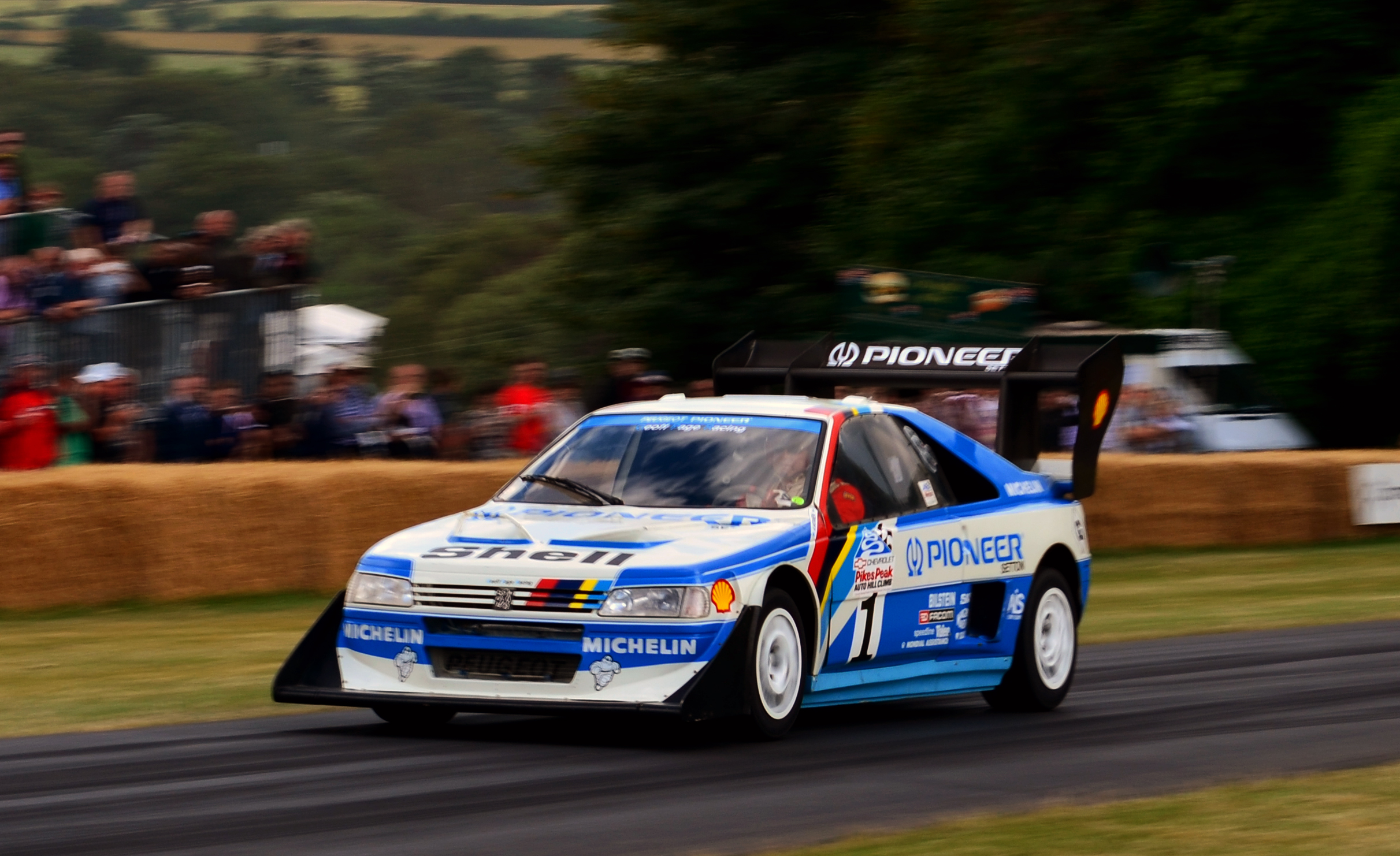
Спортпрототип Peugeot 405 T16 Pikes Peak
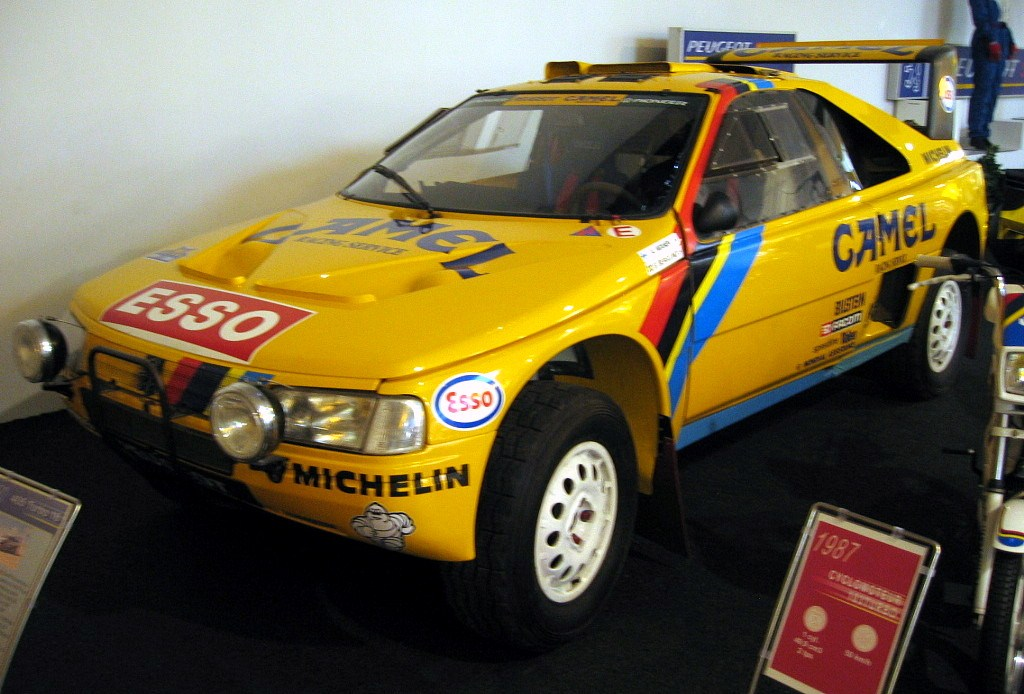
Ралли-рейдовый Peugeot 405 Turbo 16 в Музее Peugeot
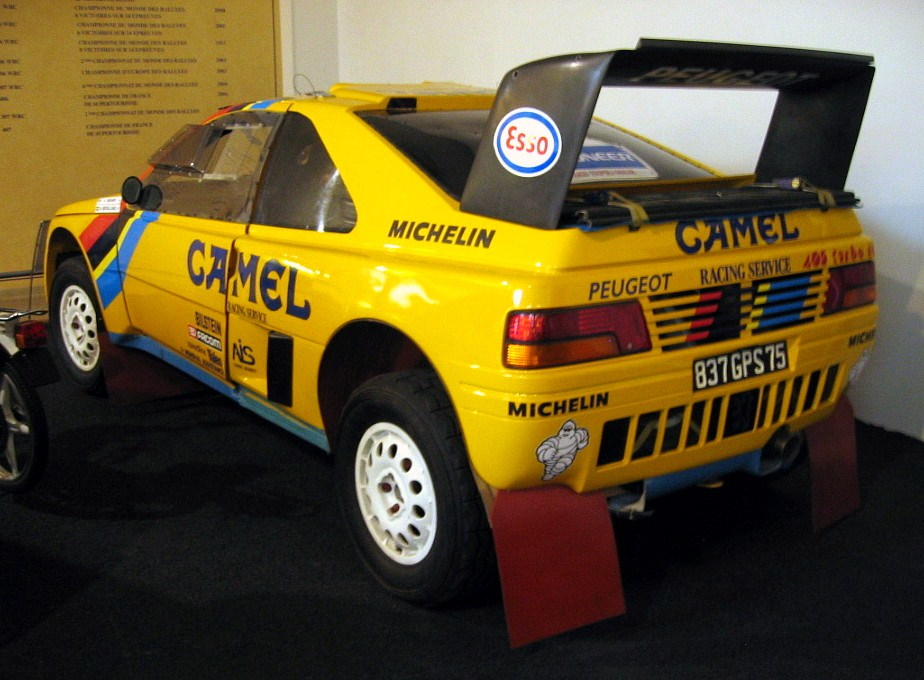
Ралли-рейдовый Peugeot 405 Turbo 16, вид сзади

## Производство на Ближнем Востоке

### Иран
В декабре 1988 года иранский автопроизводитель Iran Khodro (IKCO) заключил с PSA соглашение, в рамках которого в Ираке начнётся крупноузловая сборка Peugeot 405. В 1990 году в Ираке началась сборка Peugeot 405 с карбюраторным двигателем 1,4 л. В таком виде автомобиль производился для иракского внутреннего рынка в течение 1990-х годов, пока в 2002 году ему на смену не пришёл рестайлинговый вариант Peugeot Pars (продававшийся в Иране как Peugeot Persia).
Передняя и задняя части нового Peugeot Pars внешне были очень схожи с Peugeot 406. Хотя силовая структура кузова оставалась той же Peugeot 405. За годы производства становится больше дополнительного оборудования (например, фронтальные подушки безопасности, ABS, USB-разъём), чтобы догнать всё более технологичных конкурентов. 
Pars имел более полный модельный ряд: базовая модель с восьмиклапанным двигателем объемом 1,8 л. от французской рестайлинговой Peugeot 405 (101 л. с.). Более дорогая версия (известная как ELX) с шестнадцатиклапанным двигателем от модели Peugeot 406 (112 л. с.) и более спортивная версия с двигателем 1,6 л. с 16 клапанами того же 406 (110 л. с.). 
С 2006 года в Иране выпускался Peugeot ROA, который был фирменной разработкой Iran Khodro. Внешне ROA является копией Peugeot 405, а его двигатель и подвеска с небольшими изменениями взяты от иранского автомобиля Paykan. Поэтому в отличие от всех других лицензионных копий Peugeot 405, ROA был единственной заднеприводной версией Peugeot 405. 
Производство Pars в Иране продолжалось вплоть до лета 2020 года, несмотря на прекращение сотрудничества с PSA в период с 2012 по 2016 год. За это время Peugeot Pars, несмотря на морально устаревшую конструкцию, удалось прочно закрепится на рынке Ближнего Востока, а также наладить экспорт в Нигерию и Туркменистан. 
В 2003 году IKCO выпустил собственный четырёхдверный седан Samand, который базировался на платформе Peugeot 405.  

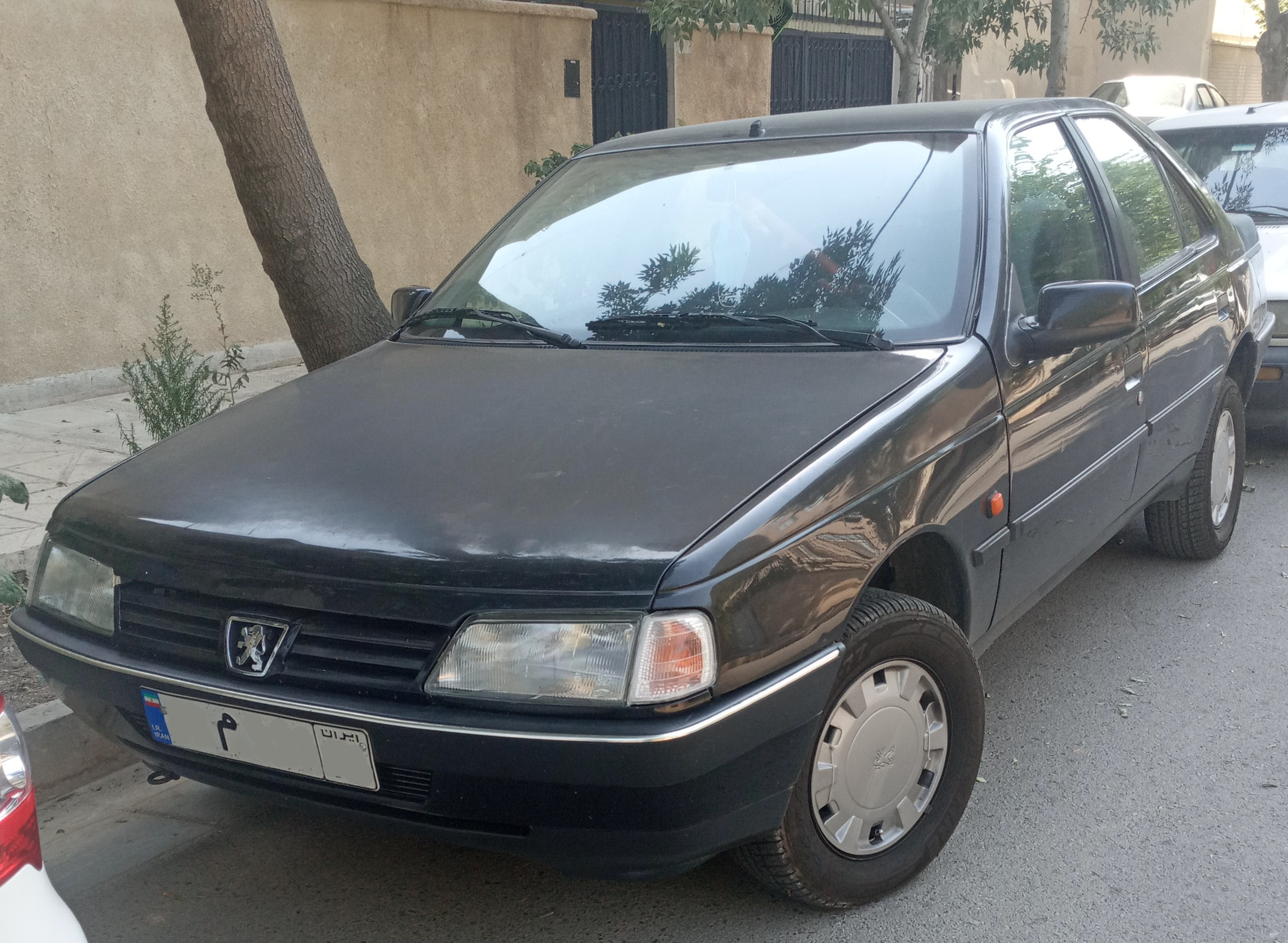
Peugeot 405 иранской сборки
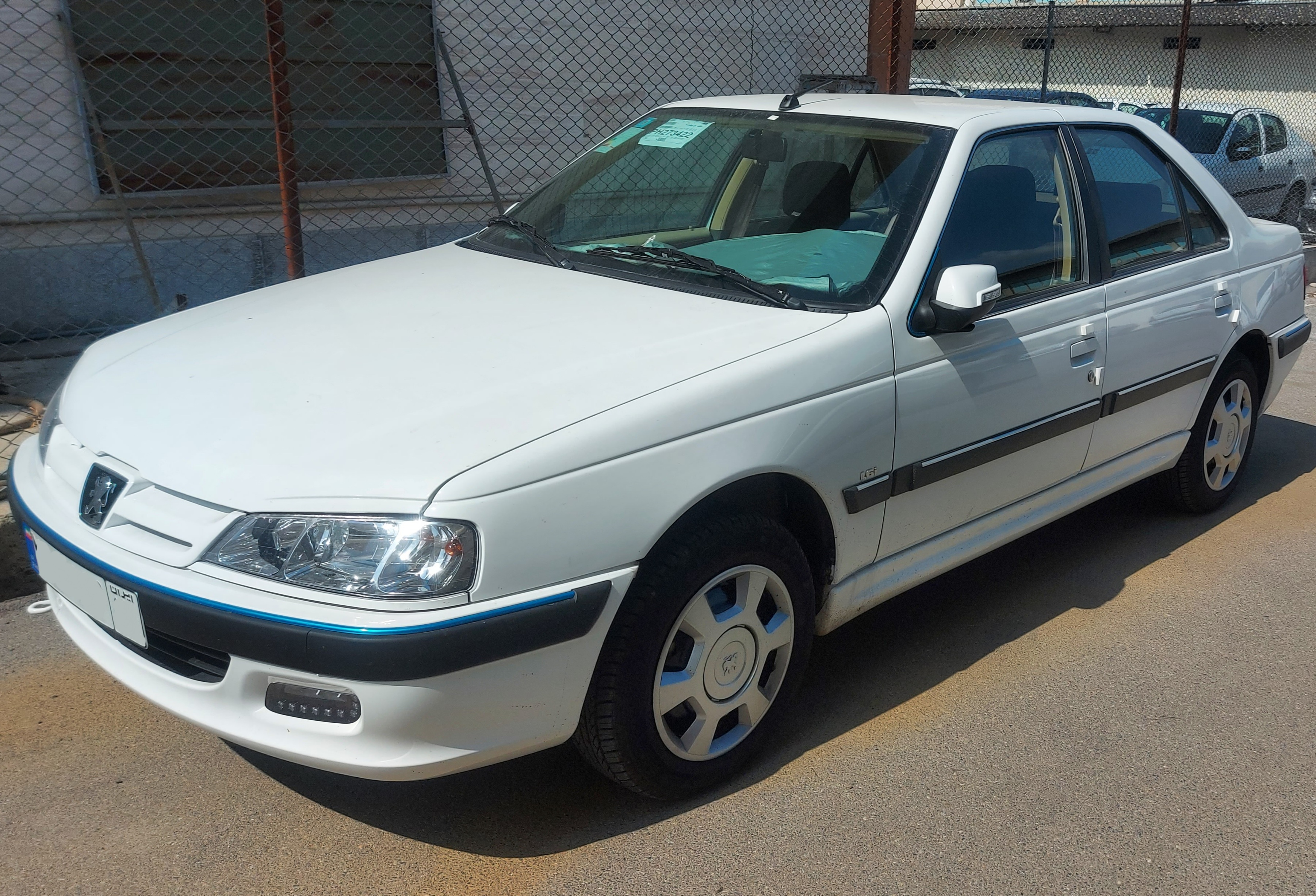
Peugeot Pars
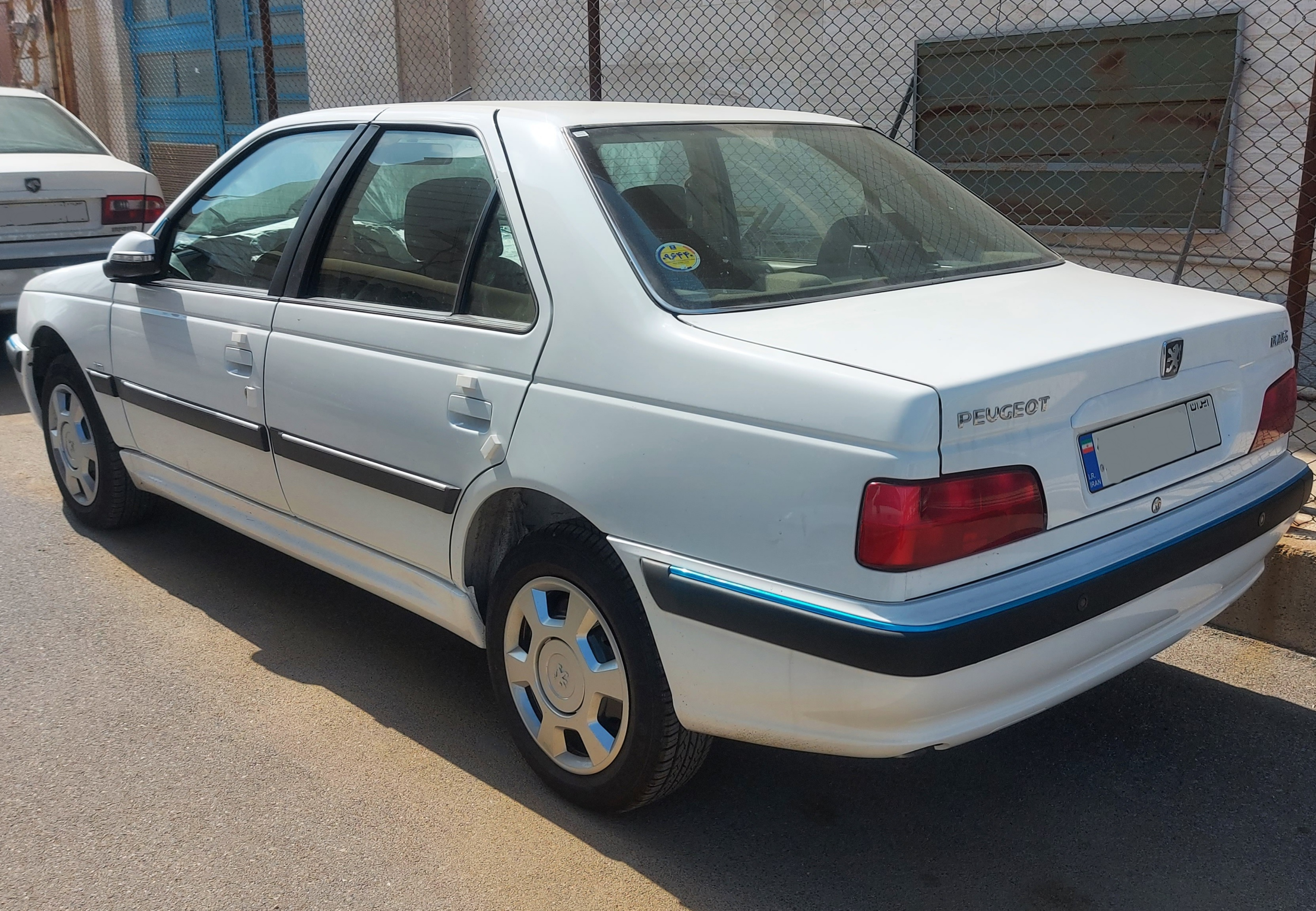
Peugeot Pars сзади

### Египет
19 июля 1992 года между PSA, Societe Generale, BNP Paribas и египетским предпринимателем Вагихом Абазой было подписано соглашение об инвестициях в производство Peugeot 405. В период с января 1994 года по апрель 1997 года на автосборочном заводе «Arab American Vehicles» было собрано 4500 автомобилей Peugeot 405 из машинокомплектов PSA. 
В 2007 года компания IKCO занимается производством модели Peugeot Pars с карбюраторным восьмиклапанным двигателем 1,6 л. (90 л. с.). Производство всё ещё продолжается по сей день.

### Азербайджан
В 2018 году IKCO продал ОАО «Азермаш» лицензию и технологическую оснастку для производства Peugeot Pars. С февраля 2019 года Peugeot Pars начал собираться в Азербайджане под названием Peugeot Khazar 406 из деталей, импортируемых из Ирана, на Нефтчалинском автомобильном заводе, переоборудованном в 2018 году под производство Peugeot Pars. 
Несмотря на сильную архаичность конструкции, очень быстро Peugeot Khazar 406 стал очень популярным автомобилем на азербайджанском рынке. Так, уже в 2020 году было продано 77 000 экземпляров.

## Продажи
| Рынок          | 1987   | 1988    | 1989          | 1990    | 1991    | 1992    | 1993   | 1994   | 1995   | 1996   | 1997 |
| -------------- | ------ | ------- | ------------- | ------- | ------- | ------- | ------ | ------ | ------ | ------ | ---- |
| Франция        | 34 497 | 138 700 | 144 977       | 131 874 | 106 392 | 104 318 | 75 243 | 60 027 | 39 341 | 13 983 | н/д  |
| Германия       | 4365   | 16 369  | 17 141        | 18 515  | 23 100  | 19 003  | 12 516 | 9368   | 4070   | н/д    | н/д  |
| Великобритания | н/д    | н/д     | 47 834        | 39 856  | 41 296  | 48 482  | 52 184 | 41 647 | 30 974 | 9782   |      |
| СССР/СНГ       |        |         |               |         |         |         |        |        |        |        |      |
| Бельгия        |        |         | 8385 (6 мес.) |         |         |         | 10 687 | 8181   |        |        |      |
| Голландия      | 1668   | 9491    | 12 175        | 13 411  | 12 223  | 12 274  | 8930   | 6671   | 5336   | 1063   | 0    |
| Швейцария      |        |         |               |         |         |         | 3668   | 2854   |        |        |      |
| Италия         |        |         |               |         |         |         |        |        |        |        |      |
| Испания        |        |         |               |         |         |         |        |        |        |        |      |
| Португалия     |        |         |               |         |         |         |        |        |        |        |      |
| Швеция         |        |         |               |         |         |         |        |        |        |        |      |
| Норвегия       |        |         |               |         |         |         |        |        |        |        |      |
| Дания          |        |         |               |         |         |         |        |        |        |        |      |
| Финляндия      |        |         |               |         |         |         |        |        |        |        |      |